# Smeringochernes navigator
Smeringochernes navigator är en spindeldjursart som först beskrevs av Chamberlin 1938.  Smeringochernes navigator ingår i släktet Smeringochernes och familjen blindklokrypare. Inga underarter finns listade i Catalogue of Life.